# Georg Hörmann (Patrizier)

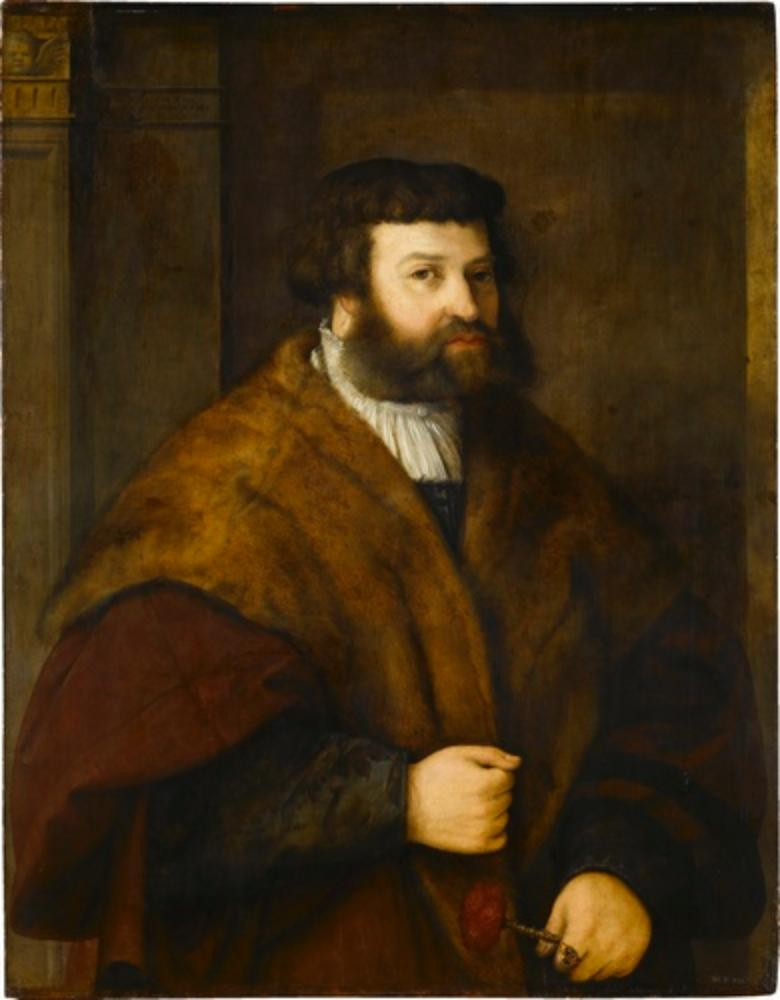
Georg Hörmann von Christoph Amberger (1530)

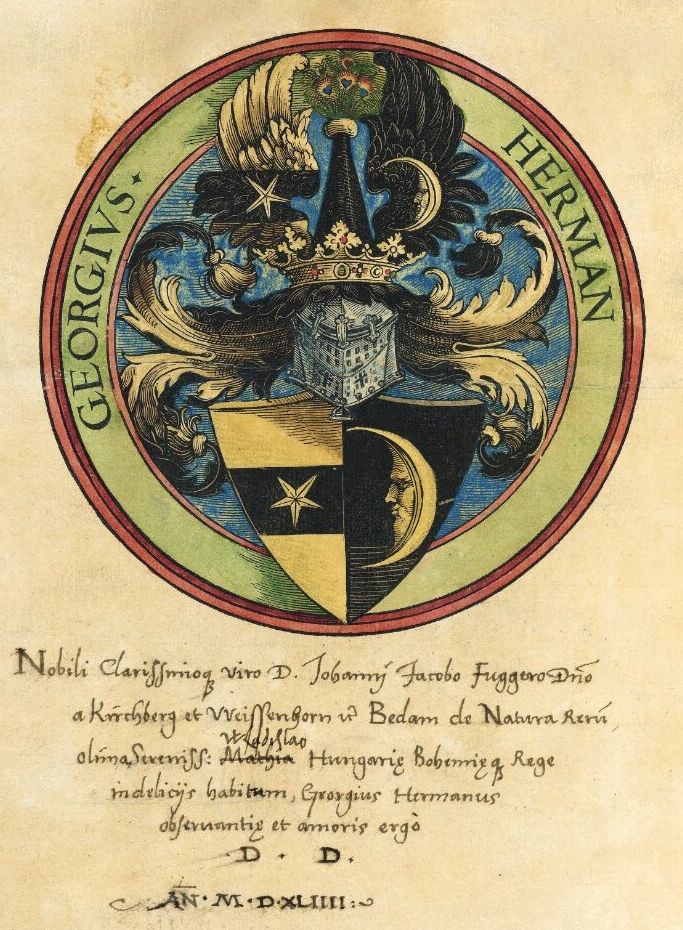
Wappen Georg Hörmanns von Hans Burgkmair d. Ä. (1528), benutzt als Exlibris-Kennzeichnung, darunter handschriftliche Widmung Hörmanns (1544)

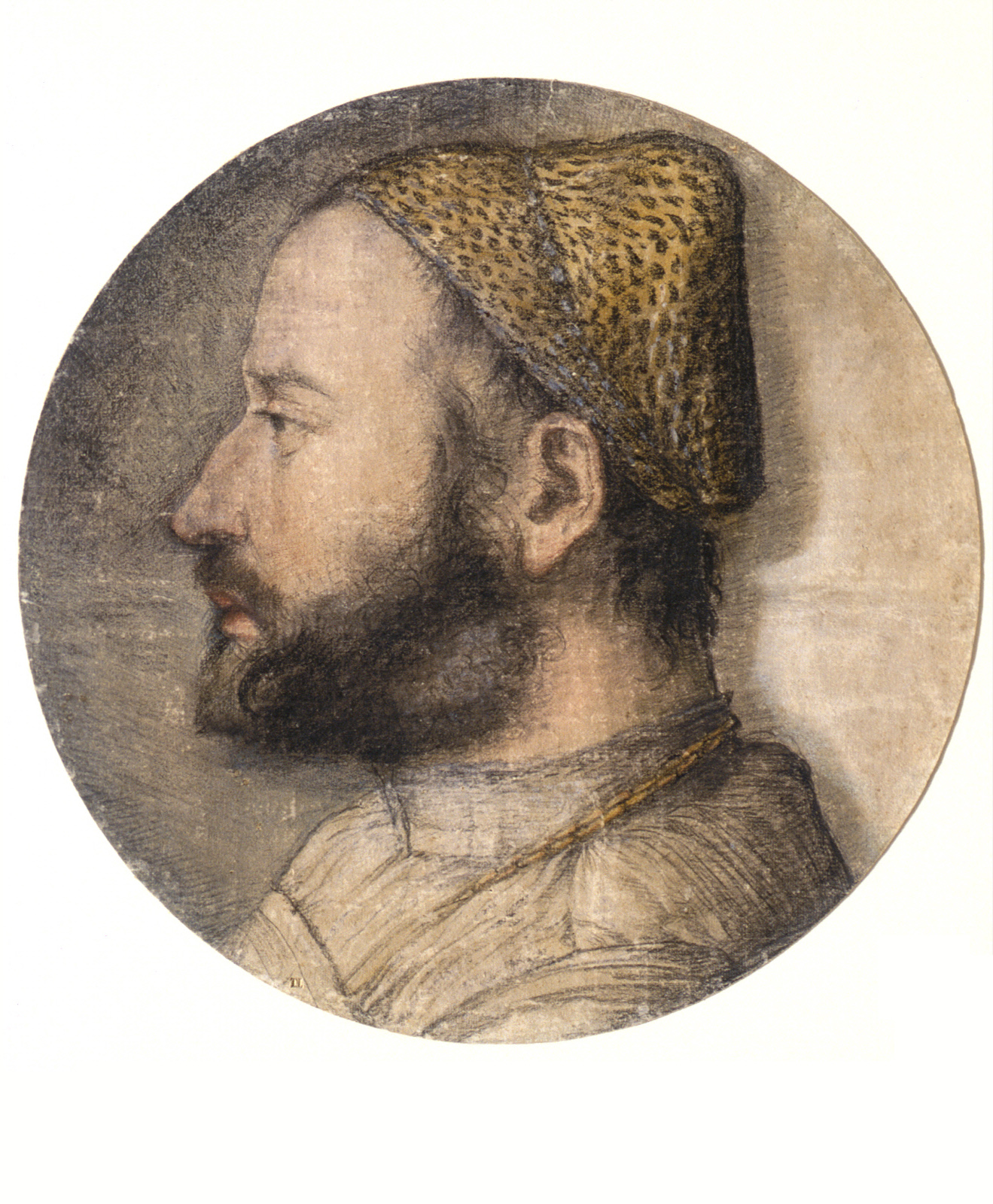
Georg Hörmann von Christoph Amberger, möglicherweise Vorlage für eine Medaille

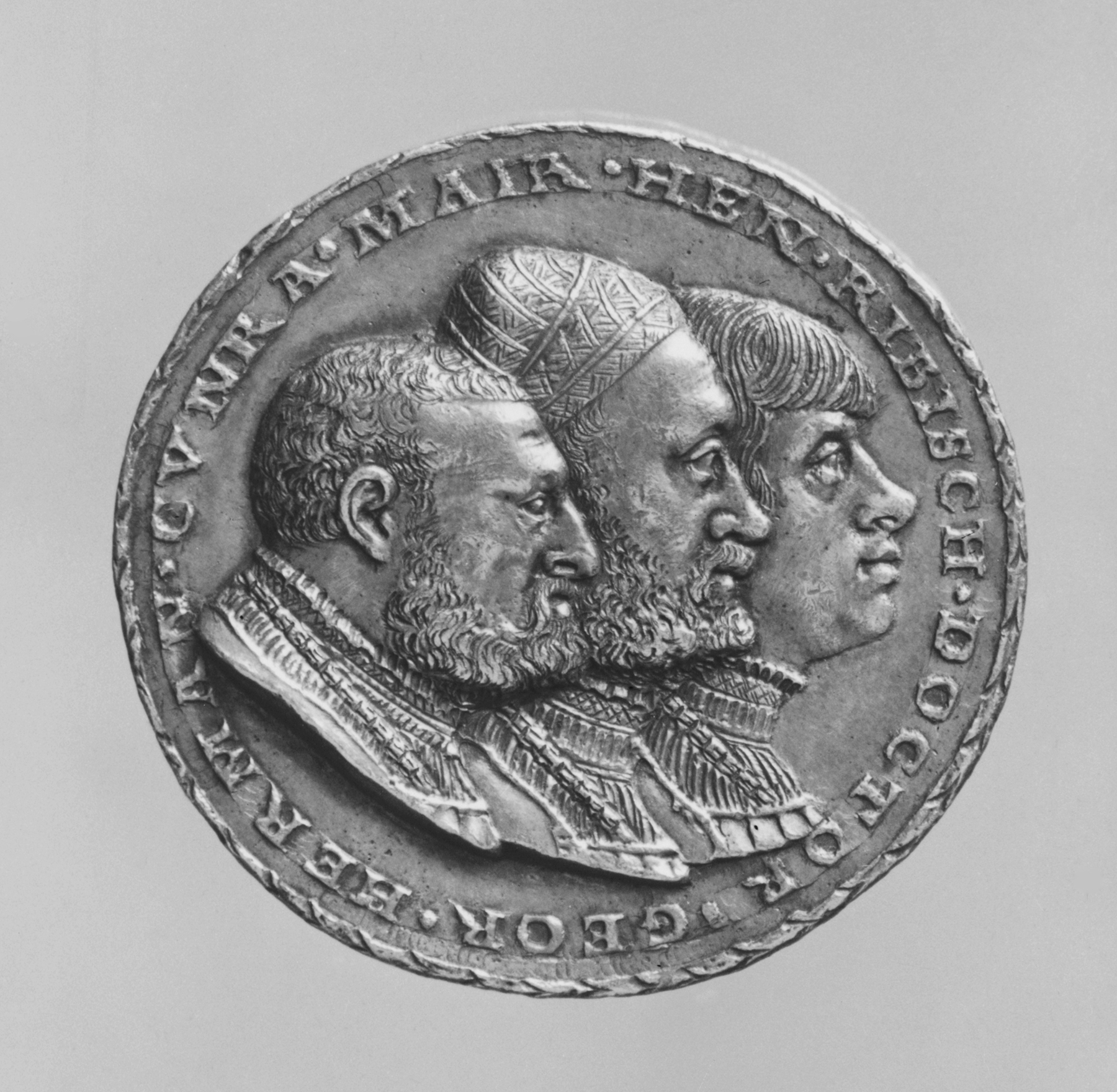
Drei Freunde (von links nach rechts): Heinrich Rybisch, Georg Hörmann, Conrad Mair, Medaille von Matthes Gebel, 1531

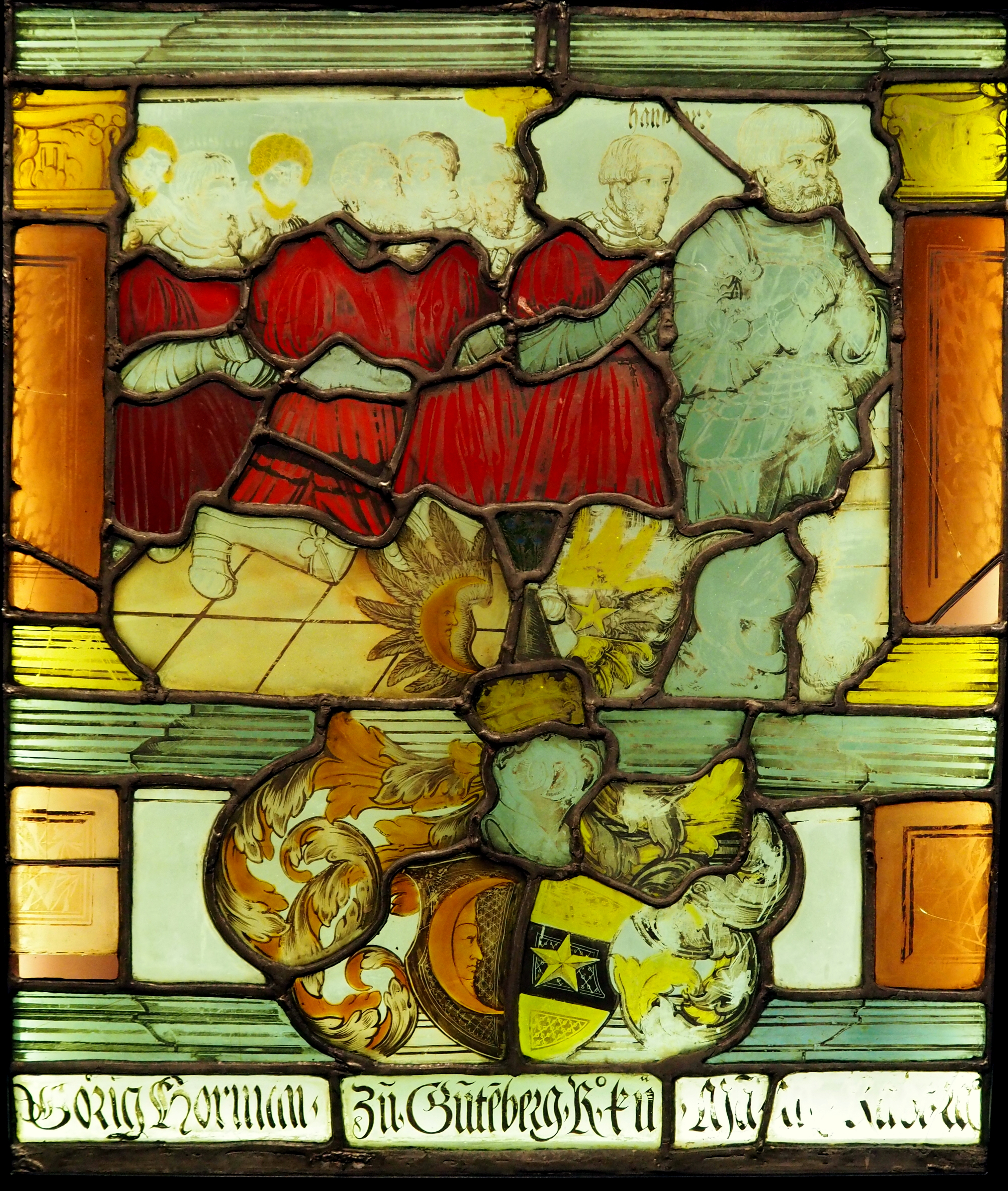
Georg Hörmann mit seinen Söhnen, Stadtmuseum Kaufbeuren, Kirchenfenster aus der Dorfkirche Gutenberg. Georg Hörmann ist ganz rechts dargestellt.

Georg Hörmann (auch: Jörg oder Georgius Hermann) von und zu Gutenberg (* 26. Februar 1491 in Kaufbeuren; † 11. Dezember 1552 in Kaufbeuren) war ein deutscher Patrizier und bedeutender Faktor im Dienste der Fugger.

## Leben und Wirken
Georg Hörmann wurde 1491 als ältester Sohn der Kaufbeurer Patrizier Hans Hörmann und Anna Klammer geboren. Dass er im Jahr 1501 vom Stiefgroßvater und Bürgermeister Georg Spleiß einen großen Bauernhof im nahen Untergermaringen geschenkt bekam, prägte vermutlich sein ganzes weiteres Leben. Nach dem Besuch einer Lateinschule und dem Studium der freien Künste an der Universität Tübingen, u. a. bei Heinrich Bebel, führten ihn Ausbildungsreisen nach Frankreich und Italien. Am 21. Juni 1512 heiratete er die Patrizierin Barbara Reihing (1490–1556), deren Familie in der Kaufherrenstubengesellschaft und im kleinen Rat Augsburgs vertreten war. Sie war eine Cousine Anton Fuggers.
Verwandtschaftsbeziehungen zwischen Georg Hörmann, Anton Fugger und Conrad Mair, einem weiteren Fuggerfaktor und Freund Hörmanns:
|                             |                             |                             |                             |                             |                             |                          |                          |                           |                           |                           |                           |                            |                            |                            |                            |                            |                            | Ulrich II. Walther (1419–1505) | Ulrich II. Walther (1419–1505) | Ulrich II. Walther (1419–1505) | Ulrich II. Walther (1419–1505) | Ulrich II. Walther (1419–1505) | Ulrich II. Walther (1419–1505) |                                      |                                      | Barbara Ridler (1420–1507)           | Barbara Ridler (1420–1507)           | Barbara Ridler (1420–1507)           | Barbara Ridler (1420–1507)           | Barbara Ridler (1420–1507) | Barbara Ridler (1420–1507) |                                |                                |                                |                                |                                |                                |                               |                               |                               |                               |                              |                              |                              |                              |
|                             |                             |                             |                             |                             |                             |                          |                          |                           |                           |                           |                           |                            |                            |                            |                            |                            |                            | Ulrich II. Walther (1419–1505) | Ulrich II. Walther (1419–1505) | Ulrich II. Walther (1419–1505) | Ulrich II. Walther (1419–1505) | Ulrich II. Walther (1419–1505) | Ulrich II. Walther (1419–1505) |                                      |                                      | Barbara Ridler (1420–1507)           | Barbara Ridler (1420–1507)           | Barbara Ridler (1420–1507)           | Barbara Ridler (1420–1507)           | Barbara Ridler (1420–1507) | Barbara Ridler (1420–1507) |                                |                                |                                |                                |                                |                                |                               |                               |                               |                               |                              |                              |                              |                              |
|                             |                             |                             |                             |                             |                             |                          |                          |                           |                           |                           |                           |                            |                            |                            |                            |                            |                            |                                |                                |                                |                                |                                |                                |                                      |                                      |                                      |                                      |                                      |                                      |                            |                            |                                |                                |                                |                                |                                |                                |                               |                               |                               |                               |                              |                              |                              |                              |
|                             |                             |                             |                             |                             |                             |                          |                          |                           |                           |                           |                           |                            |                            |                            |                            |                            |                            |                                |                                |                                |                                |                                |                                |                                      |                                      |                                      |                                      |                                      |                                      |                            |                            |                                |                                |                                |                                |                                |                                |                               |                               |                               |                               |                              |                              |                              |                              |
|                             |                             |                             |                             |                             |                             |                          |                          | Peter Imhoff (1434–1482)  | Peter Imhoff (1434–1482)  | Peter Imhoff (1434–1482)  | Peter Imhoff (1434–1482)  | Peter Imhoff (1434–1482)   | Peter Imhoff (1434–1482)   |                            |                            | Regina Walther (1444–1514) | Regina Walther (1444–1514) | Regina Walther (1444–1514)     | Regina Walther (1444–1514)     | Regina Walther (1444–1514)     | Regina Walther (1444–1514)     |                                |                                |                                      |                                      |                                      |                                      | Lucas Walther (1453–1523)            | Lucas Walther (1453–1523)            | Lucas Walther (1453–1523)  | Lucas Walther (1453–1523)  | Lucas Walther (1453–1523)      | Lucas Walther (1453–1523)      |                                |                                | Apollonia Mielich (1475–1550)  | Apollonia Mielich (1475–1550)  | Apollonia Mielich (1475–1550) | Apollonia Mielich (1475–1550) | Apollonia Mielich (1475–1550) | Apollonia Mielich (1475–1550) |                              |                              |                              |                              |
|                             |                             |                             |                             |                             |                             |                          |                          | Peter Imhoff (1434–1482)  | Peter Imhoff (1434–1482)  | Peter Imhoff (1434–1482)  | Peter Imhoff (1434–1482)  | Peter Imhoff (1434–1482)   | Peter Imhoff (1434–1482)   |                            |                            | Regina Walther (1444–1514) | Regina Walther (1444–1514) | Regina Walther (1444–1514)     | Regina Walther (1444–1514)     | Regina Walther (1444–1514)     | Regina Walther (1444–1514)     |                                |                                |                                      |                                      |                                      |                                      | Lucas Walther (1453–1523)            | Lucas Walther (1453–1523)            | Lucas Walther (1453–1523)  | Lucas Walther (1453–1523)  | Lucas Walther (1453–1523)      | Lucas Walther (1453–1523)      |                                |                                | Apollonia Mielich (1475–1550)  | Apollonia Mielich (1475–1550)  | Apollonia Mielich (1475–1550) | Apollonia Mielich (1475–1550) | Apollonia Mielich (1475–1550) | Apollonia Mielich (1475–1550) |                              |                              |                              |                              |
|                             |                             |                             |                             |                             |                             |                          |                          |                           |                           |                           |                           |                            |                            |                            |                            |                            |                            |                                |                                |                                |                                |                                |                                |                                      |                                      |                                      |                                      |                                      |                                      |                            |                            |                                |                                |                                |                                |                                |                                |                               |                               |                               |                               |                              |                              |                              |                              |
|                             |                             |                             |                             |                             |                             |                          |                          |                           |                           |                           |                           |                            |                            |                            |                            |                            |                            |                                |                                |                                |                                |                                |                                |                                      |                                      |                                      |                                      |                                      |                                      |                            |                            |                                |                                |                                |                                |                                |                                |                               |                               |                               |                               |                              |                              |                              |                              |
| Georg I. Fugger (1453–1506) | Georg I. Fugger (1453–1506) | Georg I. Fugger (1453–1506) | Georg I. Fugger (1453–1506) | Georg I. Fugger (1453–1506) | Georg I. Fugger (1453–1506) |                          |                          | Regina Imhoff (1465–1526) | Regina Imhoff (1465–1526) | Regina Imhoff (1465–1526) | Regina Imhoff (1465–1526) | Regina Imhoff (1465–1526)  | Regina Imhoff (1465–1526)  |                            |                            | Ludwig Reihing (1461–1531) | Ludwig Reihing (1461–1531) | Ludwig Reihing (1461–1531)     | Ludwig Reihing (1461–1531)     | Ludwig Reihing (1461–1531)     | Ludwig Reihing (1461–1531)     |                                |                                | Veronica (Ursula) Imhoff (1467–1537) | Veronica (Ursula) Imhoff (1467–1537) | Veronica (Ursula) Imhoff (1467–1537) | Veronica (Ursula) Imhoff (1467–1537) | Veronica (Ursula) Imhoff (1467–1537) | Veronica (Ursula) Imhoff (1467–1537) |                            |                            | Euphrosina Walther (1504–1572) | Euphrosina Walther (1504–1572) | Euphrosina Walther (1504–1572) | Euphrosina Walther (1504–1572) | Euphrosina Walther (1504–1572) | Euphrosina Walther (1504–1572) |                               |                               | Conrad II. Mair (1493?–1565)  | Conrad II. Mair (1493?–1565)  | Conrad II. Mair (1493?–1565) | Conrad II. Mair (1493?–1565) | Conrad II. Mair (1493?–1565) | Conrad II. Mair (1493?–1565) |
| Georg I. Fugger (1453–1506) | Georg I. Fugger (1453–1506) | Georg I. Fugger (1453–1506) | Georg I. Fugger (1453–1506) | Georg I. Fugger (1453–1506) | Georg I. Fugger (1453–1506) |                          |                          | Regina Imhoff (1465–1526) | Regina Imhoff (1465–1526) | Regina Imhoff (1465–1526) | Regina Imhoff (1465–1526) | Regina Imhoff (1465–1526)  | Regina Imhoff (1465–1526)  |                            |                            | Ludwig Reihing (1461–1531) | Ludwig Reihing (1461–1531) | Ludwig Reihing (1461–1531)     | Ludwig Reihing (1461–1531)     | Ludwig Reihing (1461–1531)     | Ludwig Reihing (1461–1531)     |                                |                                | Veronica (Ursula) Imhoff (1467–1537) | Veronica (Ursula) Imhoff (1467–1537) | Veronica (Ursula) Imhoff (1467–1537) | Veronica (Ursula) Imhoff (1467–1537) | Veronica (Ursula) Imhoff (1467–1537) | Veronica (Ursula) Imhoff (1467–1537) |                            |                            | Euphrosina Walther (1504–1572) | Euphrosina Walther (1504–1572) | Euphrosina Walther (1504–1572) | Euphrosina Walther (1504–1572) | Euphrosina Walther (1504–1572) | Euphrosina Walther (1504–1572) |                               |                               | Conrad II. Mair (1493?–1565)  | Conrad II. Mair (1493?–1565)  | Conrad II. Mair (1493?–1565) | Conrad II. Mair (1493?–1565) | Conrad II. Mair (1493?–1565) | Conrad II. Mair (1493?–1565) |
|                             |                             |                             |                             |                             |                             |                          |                          |                           |                           |                           |                           |                            |                            |                            |                            |                            |                            |                                |                                |                                |                                |                                |                                |                                      |                                      |                                      |                                      |                                      |                                      |                            |                            |                                |                                |                                |                                |                                |                                |                               |                               |                               |                               |                              |                              |                              |                              |
|                             |                             |                             |                             | Anton Fugger (1493–1560)    | Anton Fugger (1493–1560)    | Anton Fugger (1493–1560) | Anton Fugger (1493–1560) | Anton Fugger (1493–1560)  | Anton Fugger (1493–1560)  |                           |                           | Anna Rehlinger (1511–1548) | Anna Rehlinger (1511–1548) | Anna Rehlinger (1511–1548) | Anna Rehlinger (1511–1548) | Anna Rehlinger (1511–1548) | Anna Rehlinger (1511–1548) |                                |                                | Barbara Reihing (1490–1556)    | Barbara Reihing (1490–1556)    | Barbara Reihing (1490–1556)    | Barbara Reihing (1490–1556)    | Barbara Reihing (1490–1556)          | Barbara Reihing (1490–1556)          |                                      |                                      | Georg Hörmann (1491–1552)            | Georg Hörmann (1491–1552)            | Georg Hörmann (1491–1552)  | Georg Hörmann (1491–1552)  | Georg Hörmann (1491–1552)      | Georg Hörmann (1491–1552)      |                                |                                |                                |                                |                               |                               |                               |                               |                              |                              |                              |                              |
|                             |                             |                             |                             | Anton Fugger (1493–1560)    | Anton Fugger (1493–1560)    | Anton Fugger (1493–1560) | Anton Fugger (1493–1560) | Anton Fugger (1493–1560)  | Anton Fugger (1493–1560)  |                           |                           | Anna Rehlinger (1511–1548) | Anna Rehlinger (1511–1548) | Anna Rehlinger (1511–1548) | Anna Rehlinger (1511–1548) | Anna Rehlinger (1511–1548) | Anna Rehlinger (1511–1548) |                                |                                | Barbara Reihing (1490–1556)    | Barbara Reihing (1490–1556)    | Barbara Reihing (1490–1556)    | Barbara Reihing (1490–1556)    | Barbara Reihing (1490–1556)          | Barbara Reihing (1490–1556)          |                                      |                                      | Georg Hörmann (1491–1552)            | Georg Hörmann (1491–1552)            | Georg Hörmann (1491–1552)  | Georg Hörmann (1491–1552)  | Georg Hörmann (1491–1552)      | Georg Hörmann (1491–1552)      |                                |                                |                                |                                |                               |                               |                               |                               |                              |                              |                              |                              |

Dieses indirekte Verwandtschaftsverhältnis mündete 1519 in einer Anstellung Hörmanns bei der Bankiers- und Kaufmannsfamilie der Fugger. Hörmann wirkte ab 1520 als Faktor der Fugger in Antwerpen und ab 1522 als deren Faktor der Silberbergwerke in Schwaz. 1524 stieg er zum Haupt-/Großfaktor derselben auf und wurde damit erfolgsbeteiligter Mitgesellschafter. Bei der Nachfolgersuche des kinderlosen Seniorchefs Jakob Fugger war Georg Hörmann ein gewichtiger Fürsprecher Anton Fuggers, der 1525 die Firmenleitung übernahm. Später redete dieser Hörmann in seinen Briefen mit „Lieber Schwager Jörg“ an. So verwundert es auch nicht, dass die fuggerische Geschäftsleitung im Jahr 1529 während einer pestartigen Seuche in Augsburg für kurze Zeit sogar in das mit fuggerischer Unterstützung auf eine Größe von 80 Räumen ausgebaute Privathaus Hörmanns in Kaufbeuren umzog.
Aufgrund der engen finanziellen Verflechtung der Fugger und Habsburger fiel es in Hörmanns Aufgabenbereich, von Schwaz aus den engen Kontakt mit König Ferdinand I. und der Tiroler Regierung in Innsbruck zu pflegen und mit diesen zahlreiche Darlehensverträge auszuhandeln. Als Ferdinand I. 1.000 Gulden auf den aus dem Gefängnis geflohenen Michael Gaismair aussetzte, oblag es im Jahr 1528 ebenfalls Hörmann, diese Summe an den zum Treuhänder des Kopfgeldes bestimmten Graf Gerhard von Arco auszuzahlen.
Inzwischen vermögend und angesehen, wurde er 1528 in die Augsburger Herrenstube und Kaufleutezunft aufgenommen und von Kaiser Karl V. in den erblichen Reichsadelsstand erhoben, wobei letzteres auch zu Freizügigkeit und der Wahl eines beliebigen lokalen Zunamens berechtigte. So übernahm die Familie Hörmann nach dem Erwerb des nahe Kaufbeuren gelegenen Edelsitzes Gutenberg den Namenszusatz „von und zu Gutenberg“. 1534 wurde Hörmann von König Ferdinand I. zum Königlichen Rat ernannt und mit Aufgaben in Innsbruck, Linz und Wien betraut.
Zur Armenfürsorge stiftete Hörmann ein dauerhaftes Almosen in Schwaz und in Kaufbeuren. Stiftungsjahr des ewigen Almosen auf vier Personen im Kaufbeurer Spital war 1534.
In Schwaz bildete er auch einige der in den 1520er Jahren geborenen Söhne Raymund Fuggers aus.
Als persönlicher Vertrauter Anton Fuggers nahm Hörmann eine Sonderstellung unter allen fuggerischen Faktoren ein, so dass er während des Schmalkaldischen Krieges von Januar bis April 1547, als Anton Fugger die Unternehmenszentrale nach Schwaz verlegt hatte, zu dessen Stellvertreter aufstieg. Er galt als umgänglich und ausgleichend und diente vielen unzufriedenen Faktoren als Sprachrohr zum Firmenleiter. Dennoch verhielt er sich diesem gegenüber stets loyal. Als die Unterschlagungen und Schwarzmarktgeschäfte des Wiener Faktors Lorenz Fleischer ruchbar wurden, konnten auch dessen Bestechungsversuche Hörmann nicht davon abbringen, einen Revisor nach Wien zu entsenden. Offensichtlich nahm er seinen Wahlspruch „Dienend verzehr ich mich“ sehr ernst, den er durch eine halb abgebrannte Kerze symbolisierte und dessen lateinische Übersetzung „fungendo consumor“ er in einem Brief an Erasmus von Rotterdam diskutierte.
Hörmann förderte einheimische Künstler durch Erteilung verschiedener Aufträge. So fertigte der Augsburger Maler Christoph Amberger 1530, wahrscheinlich anlässlich der Adelung Hörmanns, dessen Porträt. In Hörmanns Nachlass befanden sich über 20 Tafelgemälde, darunter ein Porträt seiner Porträt seiner Mutter von Hans Maler zu Schwaz, doch galt seine Leidenschaft kleinformatigen (Porträt-)Medaillons und Medaillen. Er konzipierte das habsburgisch-panegyrische Programm eines reich ausgestatteten Brettspiels, das er 1537 nach Entwürfen des Künstlers Jörg Breu d. Ä. (Augsburg) in der Werkstätte des Hans Kels d. Ä. (Kaufbeuren) künstlerisch umsetzen ließ und dem römisch-deutschen König Ferdinand I. schenkte oder doch zumindest an diesen vermittelte. Dieses enthält eine Vielzahl von Bildnismedaillons mit Durchmessern von 6,5 cm bei den Spielsteinen bis hin zu 23,8 cm bei den Zentralmedaillons. Ferner sind verschiedene Medaillen der Künstler Matthes Gebel (Nürnberg) und Hans Kels d. J. (Augsburg) mit den Bildnissen von Georg Hörmann und seiner Frau Barbara Reihing erhalten, so z. B. eine schöne Silbermedaille von Kels aus dem Jahr 1538. Dem Fuggerfaktor Conrad Mair und dem königlich böhmischen Rentmeister Heinrich Rybisch war er freundschaftlich verbunden, so dass die drei 1531 beim Medailleur Matthes Gebel ein für die Renaissancezeit seltenes Dreierbildnis in Auftrag gaben. Auf der Rückseite der Medaille finden sich ihre jeweiligen Wappenschilde und ein verkürztes lateinisches Zitat aus Psalm 133: QVAM IVCVNDVM HABITARE FRATES IN VNVM („Wie lieblich ist es, wenn Brüder in Einheit leben.“) Hörmann verfügte auch über den Kunstverstand, die Mittel und Beziehungen, um wohl mehrere Bücher aus dem Bestand der 1526 bzw. 1541 zerstreuten Bibliotheca Corviniana (UNESCO-Weltdokumentenerbe) zu retten. Belegt ist dies beim Band der Bayerischen Staatsbibliothek mit der Signatur BSB Clm 175 durch den Ex-Libris-Eintrag und die eigenhändige Widmung im Buchspiegel an den Mäzen Johann Jakob Fugger vom Jahr 1544. Zum Band mit der Signatur BSB Clm 341 konstatiert die World Digital Library eine entsprechende Vermutung zu Hörmanns Rolle.
Nachdem Hörmann selbst 1542 zum Protestantismus übergetreten war, ermöglichte er der in Italien ihres protestantischen Glaubens wegen verfolgungsgefährdeten Humanistin Olympia Fulvia Morata 1550 über Schwaz eine sichere Reise nach Deutschland. Aus ihrem Brief vom 25. August 1550 geht hervor, dass der äußerst edelmütige Herr (lat. „nobilissimus vir“) Georg Hörmann ihrer Familie die Gastfreundschaft in Kaufbeuren bereits seit dem 12. Juni regelrecht aufdränge. Weiterhin stand Hörmann in Kontakt mit Philipp Melanchthon, Konrad Peutinger, Viglius Zuichemus, Hieronymus Wolf, Johannes Oekolampad, Mariangelo Accursio und Georg von Logau und Gabriel Hummelberger.
In seinem Testament von 1545 verfügte Hörmann, dass der Grundbesitz der Familie ungeteilt im Besitz der männlichen Nachfahren bleiben sollte. Trotz Hörmanns altersbedingten Ausscheidens aus den fuggerischen Diensten im Jahr 1550 setzte ihn Anton Fugger im selben Jahr zusammen mit dem italienischen Fuggerfaktor Christoph Muelich als seinen Testamentsvollstrecker ein. Auch war Hörmann weiterhin Königlicher Rat und konnte noch 1552 Dr. Andreas Grundler, dem Ehemann Moratas, im Namen Ferdinands I. eine Professur in Linz anbieten.
Hörmann starb 1552 und fand seine letzte Ruhestätte in der Gruft der Hörmannkapelle in Gutenberg.

## Nachkommen
Aus der Ehe mit Barbara Reihing gingen sieben Söhne hervor, von denen zum Zeitpunkt seines Todes noch vier lebten, die ebenfalls in die Dienste der Fugger getreten waren, ebenso wie ein Schwiegersohn von Sohn Ludwig:
- Johann Georg Hörmann von und zu Gutenberg (1513–1562)
- Christoph Hörmann von und zu Gutenberg (1514–1586)
- Ludwig Hörmann von und zu Gutenberg (1515–1588)
  - Katharina Hörmannin von und zu Gutenberg (1566–1612); ⚭ 1590 (Verlobung 1588)[28] Lukas Geizkofler von Reiffenegg (1550–1620), Rechtsanwalt der Fugger; 2 Söhne, 3 Töchter;[29] Neffe: Zacharias Geizkofler[30]
- Anton Hörmann von und zu Gutenberg (1522–1594)

## Rezeption
Nach Armin Torggler vereinte Hörmann „das bergmännische, hüttentechnische und finanztechnische Fachwissen seiner Zeit in herausragender Weise zum Nutzen des Handelshauses der Fugger und war darüber hinaus für theologisch-philosophische Fragen rund um die neuen reformatorischen Ideen aufgeschlossen. Er gehörte damit zu jener im Tiroler Raum noch kaum erforschten bürgerlichen Oberschicht von Unternehmern und Funktionären, die als entscheidende Träger von Bildung und Wissenschaft gelten können“.
Hampe hielt zum Tode von Hörmann fest:

„[D]as Todesjahr des eifrigen Kunstfreundes und -förderers Jörg Hörmann (1552) [bedeutet] zugleich das Ende der Renaissance, das Ende auch der höheren und feineren Kunst der kleinen Allgäuer Reichsstadt, wie sie hier ein paar Jahrzehnte lang geblüht und in den Werken eines Hans Kels, Christoph Ler und Jörg Lederer mit Augsburg gewetteifert hatte.“